# Déu i l'eternitat
Déu i l'eternitat són conceptes importants en teologia. Els teistes diuen que Déu existeix eternament. Com s'entén això depèn de quina definició d'eternitat s'utilitzi. Déu pot existir en l'eternitat o fora del concepte humà del temps, però també dins del temps.

## Definició
A la revisió de William Rowe de God and Timelessness (Déu i l'atemporalitat) de Nelson Pike es donen les dues definicions comunes de l'eternitat. La primera és l'atemporal, que es podria descriure com una existència atemporal on les categories de passat, present i futur simplement no s'apliquen. La segona definició és que Déu existeix en totes les dimensions del temps com ara el passat, el present i el futur. En aquest cas, Déu ja hauria existit durant un temps infinit i ho continuarà fent. Pike es pregunta principalment si Déu podria ser atemporal i omniscient. Argumenta que si Déu ho sap tot, llavors sabrà què farà una persona en el futur i això serà l'únic que podrà fer perquè això és el que Déu sap que passarà, així que només hi ha una opció. Però, argumenta Rowe, si Déu és atemporal, no sabria què està pensant fer aquesta persona abans de fer-ho, per tant, no podria saber si és atemporal, però si ho sap tot, no podria ser atemporal. Rowe esmenta com Pike utilitza múltiples arguments per refutar Anselm de Canterbury i un altre teòleg dels seus propis arguments sobre per què Déu és etern (Anselm era un teista que creia que Déu era omniscient i etern).
Stewart Sutherland també parla de perspectives similars pel que fa a la definició de l'eternitat de Déu. Sutherland està d'acord amb la conclusió de Nelson Pikes que les dues definicions comunes d'eternitat es defineixen com a atemporalitat que es podria descriure com una existència atemporal on les categories de passat, present i futur simplement no s'apliquen. La segona definició és que Déu existeix en totes les dimensions del temps com ara el passat, el present i el futur. Tanmateix, s'ha argumentat que si Déu és atemporal, no pot ser omniscient, perquè hi ha moltes coses que un ésser atemporal no pot saber. Per tant, Déu no podria saber què passa ara, què passarà demà o què va passar ahir. Si aquest argument és cert, sembla que elimina la idea del preconeixement de Déu, i això tindrà l'avantatge que evita almenys algunes de les dificultats de la compatibilitat de la creença en Déu i la creença que, almenys en algun sentit, les accions futures dels éssers humans són lliures.
Una altra perspectiva s'ofereix des de Lawrence Lafleur en el seu article, If God Were Eternal (Si Déu fos etern). Lafleur creu que si Déu fos etern, no podria estar en absolut dins del temps, hauria d'estar fora d'ell. Continua amb l'argument que si Déu està fora del temps, no podria interactuar amb nosaltres, ja que necessitaria algun tipus d'accés al present per tenir una relació amb nosaltres. Així, argumenta Lafleur, Déu no tindria cap significat religiós per a nosaltres si fos etern, perquè aleshores no tindria cap connexió ni interacció amb el nostre destí. Un altre argument que utilitza Lafleur és que si Déu és omniscient, resar i adorar no té sentit perquè Déu ja ho sap tot perquè ha concebut el món sencer i tots nosaltres. Segons Lafleur, quan diem etern, el que realment volem dir que sempre hi és. Només així Déu podria ser tot allò que pensem d'ell, tant que sempre és present com omniscient.
La Bíblia és menys clara sobre quin dels dos sentits és cert. El primer sentit, i potser el que té el pedigrí més llarg, és que Déu existeix independentment del temps. Des d'aquesta visió, no es pot dir que Déu hagi viscut durant un cert nombre d'anys o que viurà un cert nombre d'anys en el futur. La segona noció és dir que Déu és en el temps però que sempre hi és. Això de vegades s'anomena sempiternitat. Ambdues concepcions coincideixen que l'existència de Déu no s'acaba mai. No hi ha consens sobre si Déu és en el temps o fora del temps.

## En la doctrina cristiana
Hi ha moltes idees sobre la veritable definició de l'eternitat, sobretot en diferents religions com el judaisme o l'islam. La investigació de D. P Walker se centra específicament en la definició d'eternitat en la doctrina cristiana. En el seu article “Eternitat i més enllà”, afirma que l'eternitat cristiana combina dues nocions: experiència no successiva i durada infinita. Aquesta concepció cristiana de l'eternitat, formulada per Agustí, Boeci i Tomàs d'Aquino, se sol dir que deriva de Plató i els neoplatònics.